# Cppcheck
Cppcheck是一种用于C和C ++ 编程语言的静态代码分析工具。 它是一个多功能工具，可以检查非标准代码。  创始人和首席开发人员是DanielMarjamäki。 
Cppcheck是GNU通用公共许可证下的免费软件 。

## 特征
Cppcheck支持编译器本身可能无法涵盖的各种静态检查。 这些检查是可以在源代码级别执行静态分析检查。 该程序面向严格的静态分析检查，而不是启发式检查。
支持的一些检查包括：
- 自动变量检查
- 检查阵列溢出的边界
- 类检查（例如，未使用的函数，变量初始化和内存复制）
- 根据Open Group [3]使用已弃用或已取代的函数
- 异常安全检查，例如内存分配和析构函数检查的使用
- 内存泄漏 ，例如由于丢失范围而没有重新分配
- 资源泄漏 ，例如由于忘记关闭文件句柄
- 标准模板库函数和习语的使用无效
- 杂项风格和性能错误

与许多分析程序一样，有许多不寻常的编程习惯用例在特定目标情况下可以接受，或者在程序员的源代码校正范围之外。 2009年3月进行的一项研究确定了Cppcheck发现误报的几个区域，但未指明所检查的程序版本。  Cppcheck已被确定用于诸如CERNs 4DSOFT元分析软件包， 也用于高能粒子探测器读出设备中的代码验证， 也用于射电望远镜的系统监测软件以及大型误差分析等系统中。项目，如OpenOffice.org 和Debian档案。 

## 发展
该项目正在积极开发并在不同的发行版中积极维护。   它在许多流行的项目找到了有效的错误，例如Linux内核和MPlayer 。 

## 插件
存在以下IDE的插件
- CLion [16]
- Code::Blocks - 集成。
- CodeLite - 集成。
- Eclipse [17]
- Emacs [18]
- gedit [19]
- Hudson (軟體) [20]
- Jenkins (軟體) [21]
- Kate [22]
- KDevelop [23]
- Qt Creator [24]
- Sublime Text [25]
- Visual Studio [26] [27] [28]
- Yasca [29]

- 静态代码分析工具列表